# Lolu
Lolu est une petite ville du Togo.

## Géographie
Lolu est situé à environ 73 km de Kara, dans la région de la Kara

## Vie économique
- Coopérative paysanne

## Lieux publics
- École primaire
- Dispensaire